# Nils Reuterholm

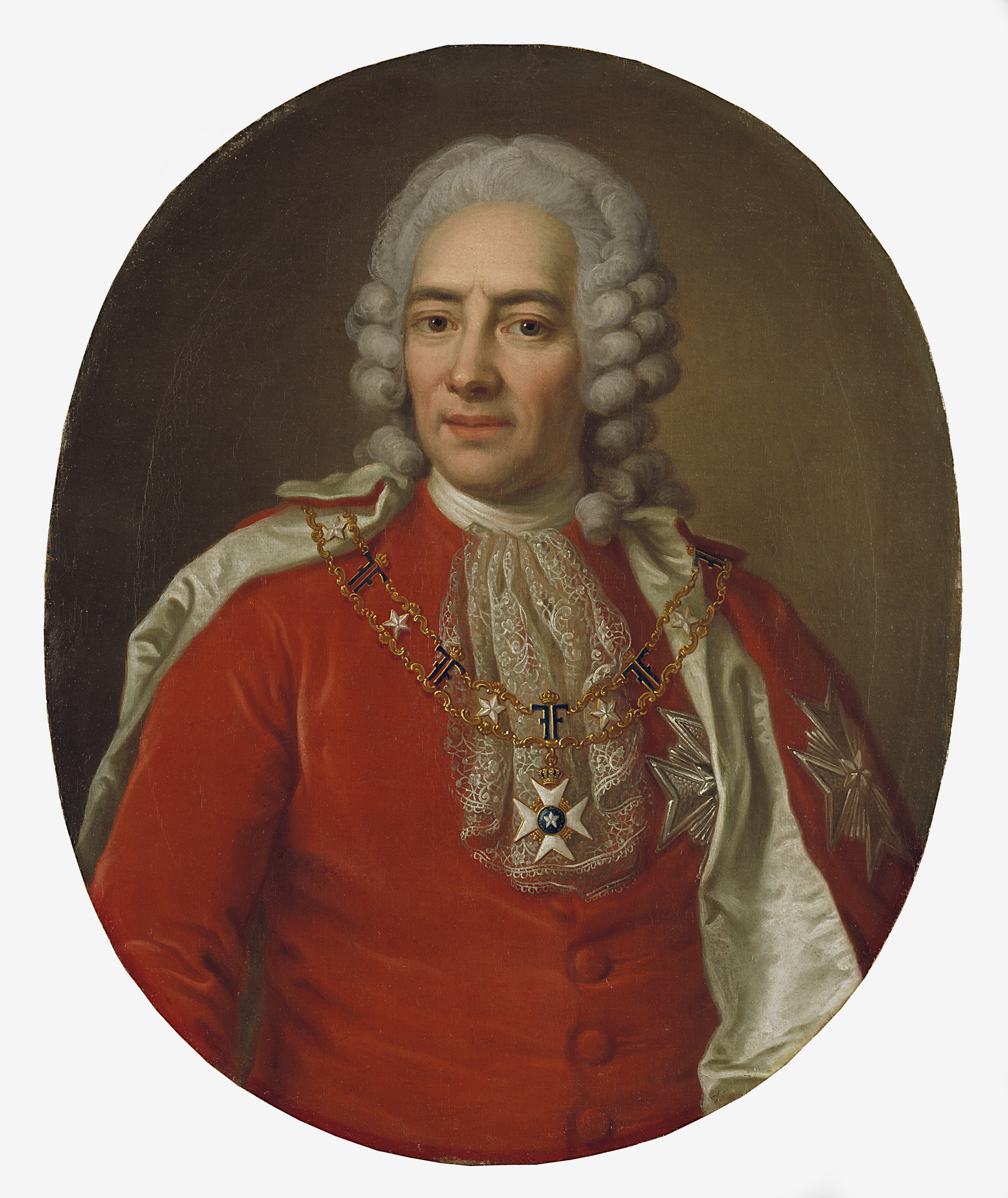
Nils Reuterholm iklädd Nordstjärneordens ordensdräkt.

Nils Esbjörnsson von Reuterholm, född 16 september 1676 på Fiholms kungsladugård i Västmanland, död 4 december 1756 i Örebro var en svensk friherre och ämbetsman.

## Biografi
Reuterholm var son till ägaren av Ekeby säteri Esbjörn Pedersson. Gabriel Anrep uppger att dennes far Per Gisslesson var fiskare från Åland och att Nils Reuterholms mor hette Elisabeth Krok och tillhörde den gamla prästsläkten Krok, såsom dotter till kyrkoherden Nils Krook i Rytterne socken och Elisabeth Björk, dotter i sin tur till Ericus Andreæ Björk. 
År 1697 anställdes Reuterholm vid svenska ambassaden i Republiken Förenade Nederländerna, blev 1700 sekreterare vid svenska beskickningen för Kurfurstendömet Braunschweig-Lüneburg i Hannover och 1704 vid svenska ambassaden i Polen under Arvid Horn. Han utnämndes 1706 till kunglig hovsekreterare i fält och 1707 till sekreterare i Krigskollegium samt adlades 1708 under namnet von Reuterholm och blev 1710 krigskommissarie.  Den sysslan innehade han ända till Karl XII:s död fast han hade 1715 upphöjts till krigsråd. Som sådant övertog han 1719 styrelsen av Vadstena krigsmanshus, som genom hans insatser fick en betydande utveckling. 
Han förordnades 1732 till landshövding över Stora Kopparbergs län, fick 1735 friherrlig värdighet och utnämndes 1739 till landshövding över Närkes och Värmlands län. Under sin tid som landshövding ägnade han mycken möda åt att odla upp Slottsparken vid Örebro slott. Detta ledde till att Carl von Linné besökte Reuterholm och Slottsparken på väg till sin västgötska resa den 15 juni 1746.
Sedan han på sin ålderdom blivit blind, tog han i november 1756 avsked ur statens tjänst. 
Reuterholm ägde en betydande lärdom. Han brevväxlade med Leibniz och hade stora samlingar av handskrifter rörande svenska justitie-, hushållnings- och kyrkoväsendet. Vid Vetenskapsakademiens bildande 1739 blev han en av dess ledamöter.
Reuterholm var gift med Hedvig Sophia von Leopolden från Hannover och far till Esbjörn Christian Reuterholm